# 乞伏乾歸
秦武元王乞伏乾歸（？—412年），陇西鲜卑人。十六国时期西秦開國君王，苑川王乞伏國仁弟。乾歸在位初期曾受前秦官爵，並曾響應前秦號召領兵協助，但皇帝苻登敗死後就逼逐繼承的苻崇，後苻崇討伐乾歸時更敗死，令前秦亡國，並乘機併吞其隴西土地，後稱「秦王」，西秦故此得名。後乾歸敗給後秦，被逼投降南涼，最終向後秦歸降，暫時亡國。但因後秦王姚興將其放回原地，並將部眾還給他，令其有機會復興，最終趁後秦漸漸衰弱時復國，並進攻鄰近的南涼、後秦、吐谷渾及其他胡人部落。乞伏乾歸於412年被侄兒乞伏公府所殺，其太子乞伏熾磐討平後繼位。

## 生平
建义元年（385年）乞伏國仁自称大都督、大将军、单于，领秦、河二州牧。任命乾歸為上將軍。建義四年（388年）國仁去世，群臣認為國仁子乞伏公府年幼，乃推乾归为大都督、大将军、大单于、河南王，改元太初，遷都金城（今甘肅蘭州），立妻邊氏為王后，署置百官，仿漢制。以南川侯出連乞都為丞相、鎮南將軍、南梁州刺史，莫侯悌眷為御史大夫，金城人，邊氏之弟邊芮為左長史、東秦州刺史，秘宜為右長史，武始人翟勍為左司馬，翟瑥為右司馬，略陽人王松壽為主簿，乞伏乾歸的堂弟乞伏軻彈為梁州牧，弟弟乞伏益州為秦州牧，乞伏屈眷為河州牧，自餘封拜各有差。太初二年（389年）受前秦帝苻登封為金城王。

### 征戰秦涼
乾歸於太初二年（389年）即討平了休官部落的阿敦及侯年二部，盡降其眾，於是威振西部，鮮卑的豆留螱奇、叱豆渾、南丘鹿結、休官部的曷呼奴及盧水尉地跋都率眾歸降，而乾歸亦各署官爵；枹罕羌彭奚念亦來歸附，乾歸以其為北河州刺史。次年（390年），吐谷渾亦遣使上貢，乾歸又以吐谷渾君主視連為白蘭王、沙州牧。
太初四年（391年），沒弈干遣使結好，並派兩個兒子為人質請兵一共進攻鮮卑大兜，乾歸答允並領兵進攻大兜的安陽城，大兜退守鳴蟬堡但還是被乾歸攻陷，乾歸於是收擄其部眾回國。戰後乾歸歸還了沒弈干的兩個兒子，但沒弈干不久又改結劉衞辰，乾歸於是率兵一萬攻伐沒弈干，並在他樓城射傷沒弈干的眼睛。
太初七年（394年），苻登知後秦皇帝姚萇去世，認為滅後秦時機已到，於是起兵進攻後秦，又拜乾歸為左丞相、河南王、領秦梁益涼沙五州牧，加賜九錫。可是苻登卻遭姚萇太子姚興擊敗，退屯馬毛山，並派了兒子苻宗為質子，向乾歸請兵，並進封乾歸為梁王。乾歸於是派了乞伏益州率兵一萬營救，但苻登要出迎乞伏益州時被姚興擊敗，更被俘殺。苻登太子苻崇於湟中繼位，但不久乾歸就驅逐苻崇，苻崇只好投奔氐族仇池部隴西王楊定。二人組成聯軍反攻乾歸，乾歸派兵抵抗，終擊敗聯軍，斬楊定及苻崇，前秦滅亡，西秦自此盡有隴西。不久，乾歸自稱秦王，又於次年（395年）遷都苑川西城（今甘肅靖遠）。
早於太初五年（392年），呂光就曾派呂方及呂寶進攻乾歸，乾歸初敗於鳴雀峽，退屯青岸。而呂方屯黃河北，呂寶則渡河追擊，乾歸於是派彭奚念斷絕呂寶歸路，率兵反擊，屢敗呂寶，終呂寶等一萬多人戰死。至太初八年（395年），呂光親自率十萬軍進攻乾歸，左輔將軍密貴周及莫者羖羝就勸乾歸向呂光稱藩，乾歸終聽從並以兒子乞伏敕勃作為人質，呂光亦率軍退還。可是不久乾歸就後悔了，殺了密貴周及莫者羖羝。
太初九年（396年），涼州牧乞伏軻彈因與秦州牧乞伏益州不睦，故出奔呂光，呂光於是以乾歸多次反覆而興兵討伐。其時眾臣都請乾歸出奔成紀迴避，但乾歸不願。呂光派呂延等人攻下了臨洮、武始、河關，又命呂纂進攻金城，乾歸率兵救援，但呂光派了王寶及徐炅率兵五千邊擊，令乾歸恐懼不敢前進，終令金城陷落。乾歸於是行反間計，傳出假消息稱乾歸部眾已潰散，乾歸已東逃到成紀。呂延信以為真，於是輕軍進攻，最終被乾歸擊敗，呂延更戰死。呂延敗後，呂光亦退兵。

### 攻吐谷渾
太初三年（390年），視連去世，視羆繼位，拒絕接受乾歸的封號。乾歸知道後大怒，但因為忌憚吐谷渾強盛，於是暫時容忍，仍然交好。至太初十一年（398年）就派了乞伏益州、慕兀及翟瑥率二萬騎進攻吐谷渾，在度周川大敗視羆，逼其送兒子宕豈為質求和。

### 兵敗亡國
太初十三年（400年），乾歸復遷都苑川（今甘肅榆中縣北）。同年，後秦姚碩德來攻，乾歸率眾到隴西對抗。兩軍對峙期間，姚碩德軍柴草缺乏，後秦王姚興於是親自出軍。乾歸見已是國家存亡的危機，於是放手一搏，決定集中力量消滅姚興軍隊，殺死姚興，欲求消除危機之餘更吞併後秦。乾歸因而命慕兀率二萬兵為中軍，駐柏楊（今甘肅清水縣西南）；羅敦率四萬兵為外軍，駐侯辰谷。而自己就率數千騎等候姚興軍。但一晚，乾歸遇上大風和大霧，與中軍失去聯絡，被逼與外軍會合。天亮後乾歸就與姚興軍交戰，大敗。乾歸敗歸苑川，接著又逃到金城，並命手下各豪帥留下來歸降後秦，自己西走允吾（今甘肅皋蘭縣西北），望一天復興國家時再見。西秦滅亡。乾歸到允吾後向禿髮利鹿孤投降，被禿髮傉檀迎到晉興，待以上賓之禮。
後秦退兵後，南羌梁戈等人招引乾歸，乾歸打算前赴，但事情卻洩漏給禿髮利鹿孤知道，禿髮吐雷因而出屯捫天嶺。乾歸恐為禿髮利鹿孤所殺，於是送妻子及乞伏熾磐等諸子到西平為人質，自己出奔枹罕（今甘肅臨夏市），向後秦投降。
乾歸到長安後，受封為持节、都督河南诸军事、镇远将军、河州刺史、归义侯，隔年（401年）更被派還西秦故都苑川鎮守，並歸還其部眾。至後秦弘始四年（402年），乞伏熾磐逃奔後秦，姚興也授他官位，不久更加乾歸散騎常侍、左賢王。乾歸於降後秦時期，曾經受命與齊難等後秦將領到姑臧（今甘肅武威）接受後涼王呂隆投降。乾歸又屢攻仇池，先後攻破仇池所領的皮氏堡和西陽堡。乾歸更於405年攻破吐谷渾，其中吐谷渾君主大孩更在敗走後不久去世，乾歸俘擄了一萬多人。

### 復國與遇刺
弘始九年（407年），姚興認為乾归的勢力逐漸強大，難以控制，於是趁其入朝的機會將其留在長安當主客尚書，讓其子乞伏熾磐代領其眾。弘始十一年（409年），乞伏熾磐攻伐彭奚念，攻陷其佔領的枹罕。其時乾歸正隨姚興在平涼，得到熾磐的通報後就逃回苑川。乾歸回去後不久到枹罕聚集三萬部眾，並帶他們遷居度堅山，留熾磐守枹罕，接著乾歸更稱秦王，改元「更始」，再次置官爵並讓手下恢復原來在西秦的職位，正式復國。
乾歸復國後，先派兵進攻薄地延，將其部落遷至苑川，後又派兵攻下後秦的金城郡，並置守戍，從而於更始二年（410年）遷都回苑川。略陽、南安、隴西等後秦轄郡都先後遭西秦軍攻下。當時後秦無力討伐，只得任命乾歸為使持節、散騎常侍、都督隴西北匈奴雜胡諸軍事征西大將軍、河州牧、大單于、河南王。乾歸當時正欲攻取河西地區，於是暫時接受。
乾歸又派兵攻伐南涼，擊敗了南涼太子禿髮虎台。另又率兵攻下後秦略陽太守姚龍的柏龍堡及南平太守王憬的水洛城。後又攻殺襲據枹罕的彭利髮，收復了枹罕。更始四年（412年），乾歸更率二萬騎攻破吐谷渾支統阿若干，令吐谷渾向其投降。
同年六月，乾歸為其侄乞伏公府所弒，十余个儿子一并遇害。乞伏熾磐消滅乞伏公府後繼位，諡乾歸為武元王，庙號高祖，葬於枹罕。

## 妻儿

### 王后
- 边王后
- 苻王后

### 子
- 乞伏熾磐
- 乞伏敕勃
- 乞伏木奕干
- 乞伏審虔
- 乞伏曇達
- 乞伏婁機
- 乞伏千年
- 乞伏沃陵
- 乞伏什寅（429年被乞伏暮末处决）
- 乞伏白養（430年被乞伏暮末处决）
- 乞伏去列（430年被乞伏暮末处决）
- 乞伏亹[4]，子乞伏凤，孙乞伏悦，曾孙乞伏保达

## 大臣
- 出连乞都（丞相）
- 悌眷（御史大夫）
- 密贵周
- 辛静，399年由金城郡太守被任命为右丞相。
- 乞伏炽磐领尚书令（以下392年任命）
- 左长史边芮为尚书左仆射
- 右长史秘宜为右仆射
- 翟瑥为吏部尚书
- 翟勍为主客尚书
- 杜宣为兵部尚书
- 王松寿为民部尚书
- 樊谦为三公尚书
- 方弘、麹景为侍中
- 醜门于弟为下将军

| 前任： 兄宣烈王乞伏国仁 | 西秦君主 第一次在位：388-400 第二次在位：409-412 | 繼任： 长子文昭王乞伏熾磐 |

## 延伸阅读
[在维基数据编辑]
 《晉書·卷125》，出自房玄齡《晉書》